# Клён голый
Клён голый (лат. Acer glabrum) — вид деревьев рода Клён семейства Сапиндовые (лат. Sapindaceae).

## Распространение и среда обитания
Клён голый естественно произрастает в США и Канаде. Его ареал включает в себя в США южную Аляску, Небраску, Колорадо, Айдахо, западную Монтану, Орегон, Вашингтон, Вайоминг, Нью-Мексико, северную Калифорнию, Неваду, штат Юта. В Канаде встречается в провинциях Альберта и Британская Колумбия.
В Европе встречается редко. Его можно увидеть среди других видов клёнов в арборетумах и ботанических садах.
Этот вид клёна весьма морозоустойчив, его относят к зонам морозостойкости от 3B до 7B. Поднимается в горы до высоты 2800 м над уровнем моря. На западе Северной Америки растёт в областях с влажным климатом — в небольших каньонах, в долинах рек и на высокогорных склонах на высотах 1200—1800 м над уровнем моря, а на юге континента — до 2700 м. Как правило, растёт одиночно или небольшими рощами. Часто встречается у горных ручьёв, подножия скал и на крутых склонах, предпочитая тень и богатые азотом почвы. Чаще, однако, растёт на тонких каменистых бедных почвах, кислых или нейтральных. Растёт медленно. Обычно растёт вместе с ольхой зелёной, берёзами, тополем осинообразным и иргой. Иногда растёт вместе с хвойными. Заполняет промежутки и вырубки в первичных древостоях. Даёт обильную пнёвую поросль. Заполняя промежутки в древостое, препятствует восстановлению светолюбивых видов хвойных деревьев.

## Описание

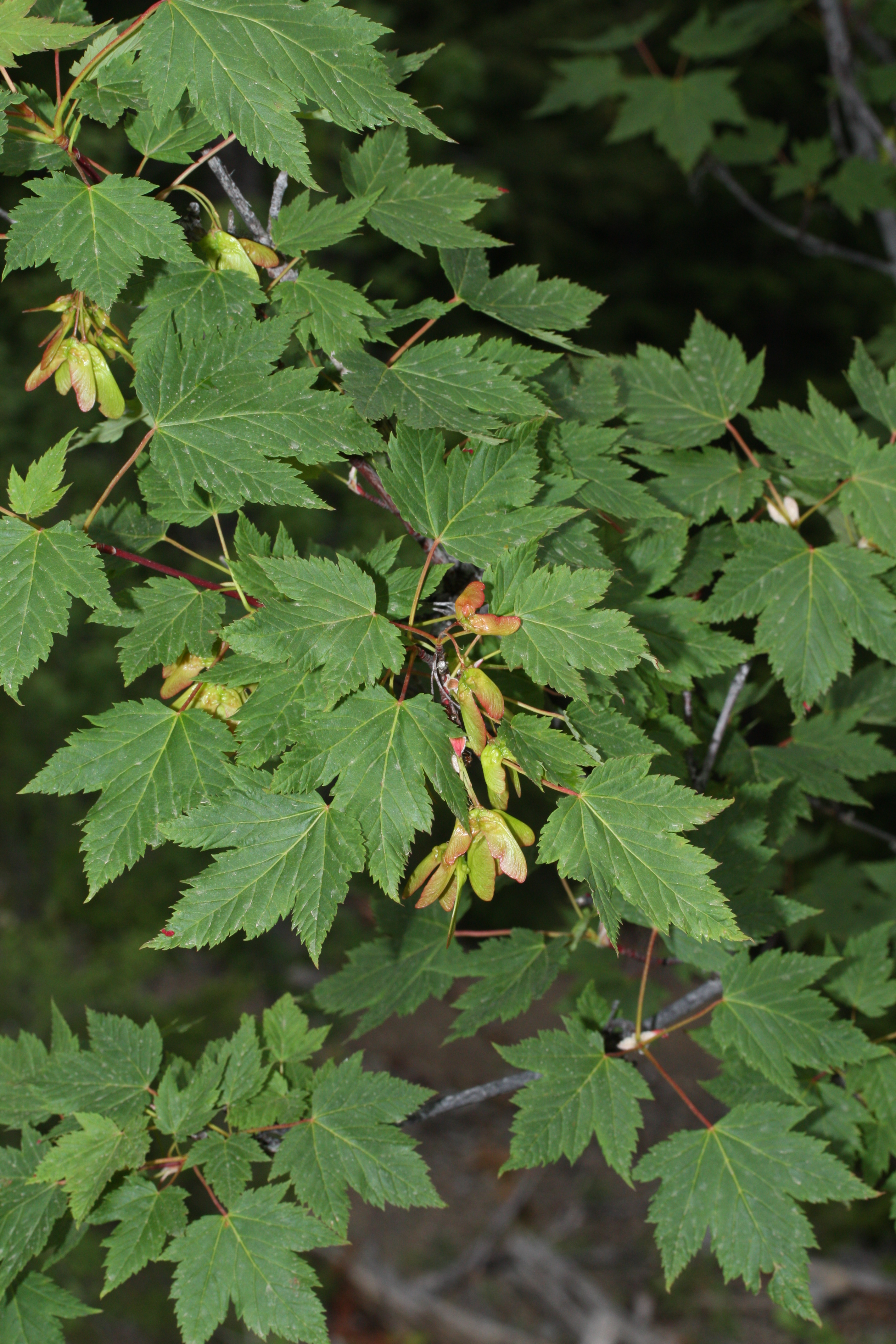
Ветвь с плодами

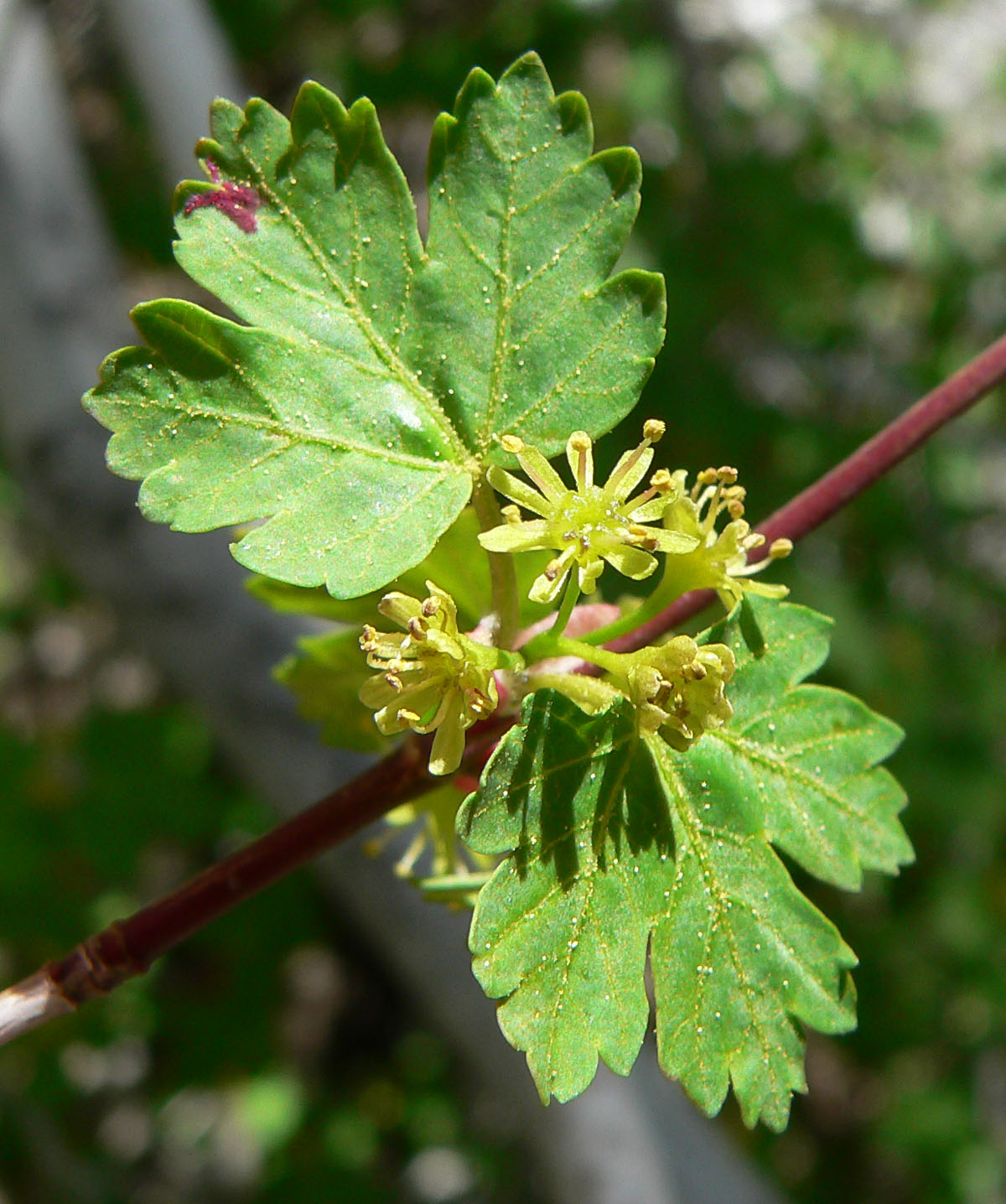
Цветы. Подвид Acer glabrum var diffusum

Небольшое дерево высотой до 8 м, изредка до 13 м и диаметром ствола до 20 см или кустарник высотой до 3 м.
Все части дерева голые. Кора тонкая, красноватая. Молодые побеги красные, двухлетние тёмно-красные или почти чёрные.
Листья достигают в длину 6–12 см, переменной формы, с 3–5 лопастями, выраженно трёхраздельные, иногда состоят из трёх листочков. Края двупильчатые, концы зубцов направлены вперёд. Основание листа сердцевидное. Листья весной сверху ярко-зелёные и блестящие, снизу матовые бледного сине-зелёного цвета. Летом листья утрачивают блеск, осенью становятся ярко-жёлтыми, оранжевыми или красными. Листья голые или редко и коротко опушены.
Мужские и женские цветы появляются на разных ветвях одного и того же дерева. Маленькие жёлто-зелёные цветы собраны по несколько (не больше 10) в небольшие плотные щитковидные соцветия. Цветение начинается одновременно с распусканием листьев. Небольшие чашелистики и лепестки имеют жёлтовато-зелёный цвет.
Плоды — двойные крылатки, с соединёнными под острым углом крылышками (от 45° до 80°). Длина крылышка вместе с орешком 2-3 см, ширина до 1 см. Орешки округлые, морщинистые, быстро становятся коричневыми, остаются на растении до осени.
Древесина клёна голого тяжёлая и твёрдая. Рисунок годичных колец ясно выражен, цвет от беловатого до светло-коричневого.

## Выращивание
Клён голый можно вырастить самостоятельно. Собранные осенью семена следует хранить в плотно закрытых контейнерах в прохладном месте. Срок хранения не превышает 2 лет. Всхожесть семян в условиях возделывания достигает 80%, в естественных условиях — 75%. Посеянные осенью после сбора семена всходят весной. Семена можно стратифицировать в песке или торфе не менее 120 дней при температуре 0-3°С. При посеве сажать на глубину 4-5 см.

## Использование
Этот клён не имеет хозяйственного значения. Изредка его выращивают в коллекциях, в Европу он был завезён около 1882 года. Выращивается в Санкт-Петербурге, в парке Ботанического сада Петра Великого БИН РАН.

## Разновидности и подвиды
Признано 6 подвидов этого вида:
- Acer glabrum var. diffusum (Greene) Smiley (syn. Acer glabrum subsp. diffusum (Greene) A.E.Murray) — восточная Калифорния, Невада, Юта;
- Acer glabrum var. douglasii (Hook.) Dippel (syn. Acer glabrum subsp. douglasii (Hook.) Wesm.) — от южной Аляски на севере до штатов Вашингтон и Айдахо на юге;
- Acer glabrum var. glabrum (syn. Acer glabrum subsp. glabrum) — Скалистые горы, от штата Монтана до Нью-Мексико;
- Acer glabrum var. greenei Keller — центральная Калифорния;
- Acer glabrum var. neomexicanum (Greene) Kearney & Peebles (syn. Acer glabrum subsp. neomexicanum (Greene) A.E.Murray) — Нью-Мексико;
- Acer glabrum var. torreyi (Greene) Smiley (syn. Acer glabrum subsp. torreyi (Greene) A.E.Murray) — северная Калифорния.